# George Montagu (naturalista)
George Montagu   (Wiltshire, 1753 - Kingsbridge, 20 de juny de 1815) va ser un naturalista anglès. És conegut per la seva obra pionera Ornithological Dictionary de 1802, la qual va ser la primera vegada que es va definir acuradament l'estatus dels ocells britànics. Actualment és recordat per espècies com l'Montagu's harrier, que en anglès porta el seu cognom

## Biografia
Montagu va demostrar que moltes espècies d'ocells acceptades eren invàlides, algunes per confusió entre el plomatge d'hivern i el d'estiu. Va demostrar,per exemple, que l'esparver cendrós (Montagu's harrier) criava al sud d'Anglaterra.
Nasqué a la casa familiar de Lackham House a Wiltshire, tres milles al sud de Chippenham va ser batejat a l'església de Lacock el de juliol de 1753. L'any 1770 s'allistà a l'Exèrcit amb el rang d'Ensign finalment va arribar al rang de Lieutenant-Colonel a la Wiltshire Militia. Es casà el 1773 amb Ann Courtenay, s'assentaren a Alderton House a Wiltshire. El 1798 Montagu deixà la seva esposa i es traslladà a Prospect House, prop de Kingsbridge a Devon. Allà va escriure els seus dos volums de l'Ornithological Dictionary; or Alphabetical Synopsis of British Birds.
Montagu va tenir interés en la vida marina i d'aigua dolça i el 1803 publicà Testacea Britannica, a History of British Marine, Land and Freshwater Shells. Hi descriu 470 espècies de mol·luscs, 100 dels quals eren nous a la llista de Gran Bretanya. Subministrà algunes noves espècies de crustacis a William Elford Leach al Museu Britànic, i va registrar algunes espècies noves de peixos per a la gran Bretanya incloent espècies noves per a la ciència com Montagu's blenny i Lutjanidae de Montagu. També va descriure el Ratpenat de ferradura petit per primera vegada.
Morí de tetanus per un clau a Knowle House. Va ser enterrat a Kingsbridge Parish Church. La col·lecció d'ocells de Montagu va ser portada al British Museum, unes 200 de les quals es troben al Tring Museum. Les seves còpies anotades del seus Dictionary i Testacea es troben a la Linnean Society.

## Obres
- Ornithological Dictionary; or Alphabetical Synopsis of British Birds, J. White, 1802.